# ملكية أدبية

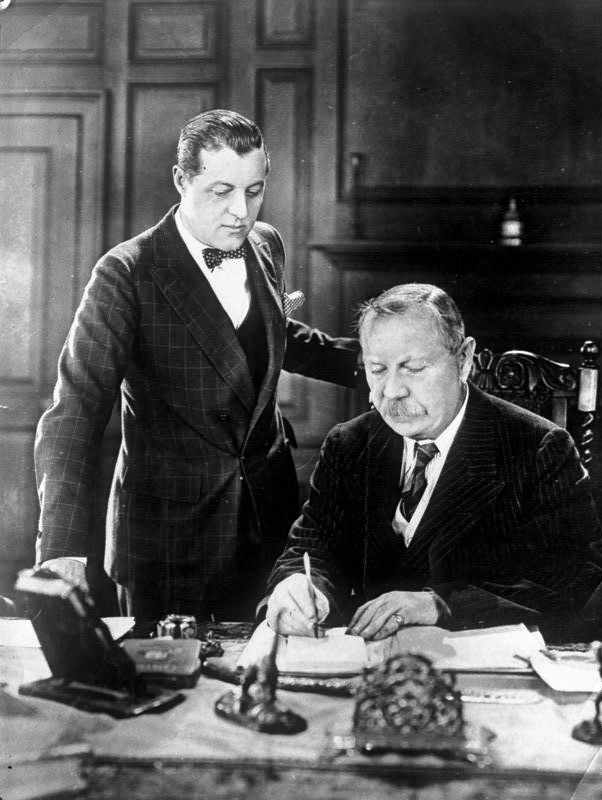
للأغراض الوثائقية؛ غالباً ما يحتفظ الأرشيف الاتحادي الألماني بتعليقات الصورة الأصلية، والتي قد تكون "خاطئة أو متحيزة أو قديمة أو متطرفة سياسياً
تتكون التركة الأدبية للمؤلف (ما يتركه المؤلف) المتوفى بشكل أساسي من حقوق الطبع والنشر وحقوق الملكية الفكرية الأخرى للأعمال المنشورة ، بما في ذلك الأفلام وحقوق الترجمة والمخطوطات الأصلية للعمل المنشور والعمل غير المنشور أو المكتمل جزئيًا والأوراق ذات الأهمية الأدبية الجوهرية مثل المراسلات أو الشخصية اليوميات والسجلات. في الأوساط الأكاديمية ، غالبًا ما يستخدم المصطلح الألماني Nachlass لإرث الأوراق.
المنفذ الأدبي

هو شخص يتصرف نيابة عن المستفيدين , مثال : أفراد الأسرة أو مؤسسة خيرية معينة أو مكتبة بحثية أو أرشيف, بموجب إرادة المؤلف المتوفى. المنفذ مسؤول عن القيام بإبرام العقود مع الناشرين ، وجمع الإتاوات ، والحفاظ على حقوق التأليف والنشر ،و الترتيب لإيداع الخطابات. وفقًا للوصايا والإدارة والضرائب: دليل عملي (1990 ، المملكة المتحدة)«قد تعين الوصية منفذين مختلفين للتعامل مع أجزاء مختلفة من التركة. أحد الأمثلة على ذلك هو تعيين منفذ أدبي للتعامل مع القضايا الأدبية. تأثيرات [...]».
بما أن التركة الأدبية هي إرثلورثة المؤلف ، فإن إدارتها من الناحية المالية هي مسؤولية ثقة. يمتد منصب المنفذ الأدبي إلى ما وراء الجانب النقدي ، على الرغم من أن التعيين في مثل هذا المنصب ، ربما بشكل غير رسمي ، غالبًا ما يكون مسألة اختيار المؤلف خلال حياته أو حياتها.
إذا كان الصديق المتعاطف والمتفهم في موقع المنفذ الأدبي ، يمكن أن يكون هناك صراع: ما يجب إدارته ليس مجرد محفظة ملكية فكرية ولكن سمعة بعد وفاته. ربما تم التعبير عن رغبات المؤلف المتوفى بوضوح ولكن لا يتم احترام هذه الرغبات دائمًا. غالبًا ما يعبر أفراد الأسرة عن مشاعر قوية بشأن خصوصية الموتى. على سبيل المثال ، من المحتمل أن تكون كتابة السيرة الذاتية من سلطة مختلفة تمامًا إذا تم تنفيذها من خلال الوصول إلى الأوراق الخاصة. ثم يصبح المنفذ الأدبي حارس البوابة.
أمثلة
من الأمثلة على المنفذين الأدبيين : السير إدوارد مارش لروبرت بروك ، وروبرت بالدوين روس عن أوسكار وايلد ، وروبرت هايوارد بارلو عن HP Lovecraft ، و Rush Rhees ، و GH von Wright ، و GEM Anscombe for Ludwig Wittgenstein ، و Otto Nathan for Albert Einstein ، و Regine Olsen عن Søren Kierkegaard وبول ويليامز عن Philip K. Dick.
ومن الأمثلة سيئة السمعة بشكل خاص إليزابيث فورستر نيتشه عن فريدريك نيتشه ، حيث لجأت إلى الاحتيال لجعل ملكية شقيقها أكثر توافقًا مع الأيديولوجية النازية. [بحاجة لمصدر] مثال مثمر بشكل استثنائي هو مثال رودولف شتاينر. على الرغم من أنه لم يكن ينوي في الأصل نشر كتب الاختزال لآلاف محاضراته ، فقد رضخ وعين زوجته الثانية ، ماري شتاينر فون سيفرز ، لتوجيه كتابه ملكية، الذي أنتج أكثر من ثلاثمائة مجلد منذ وفاته في عام 1925.
الأمثلة القديمة لمثل هذه التعيينات ، مثل كينيلم ديجبي لبين جونسون ، هي في الأساس هي تحريرية وليست قانونية. حالة معاصرة هي عمل كريستوفر تولكين على أوراق جي آر آر تولكين.
وخير مثال على ذلك حالة فرانز كافكا الذي لم يترك إرادة. تولى صديقه ماكس برود منصب المنفذ الأدبي ، على الرغم من أن معظم الممتلكات الأدبية كانت مملوكة بشكل قانوني لماريان شتاينر وفارا سودكوفا. 